# 工面
| ウィキペディアには「工面」という見出しの百科事典記事はありません（タイトルに「工面」を含むページの一覧/「工面」で始まるページの一覧）。 代わりにウィクショナリーのページ「工面」が役に立つかもしれません。 |